# Warwick Ward
Warwick Ward (3 de dezembro de 1891 – 9 de dezembro de 1967) foi um produtor e ator inglês. Como ator, ele atuou em 64 filmes entre 1919 e 1933. Também produziu 19 filmes entre 1931 e 1958.

## Filmografia selecionada
Ator
- Build Thy House (1920)
- Demos (1921)
- The Golden Dawn (1921)
- The Diamond Necklace (1921)
- The Informer (1929)
- Birds of Prey (1930)
- A Man of Mayfair (1931)
- Stamboul (1931)

Produtor
- The Last Chance (1937)
- Save a Little Sunshine (1938)
- Night Alone (1938)
- Suspected Person (1942)
- Isn't Life Wonderful! (1953)